# Terra fusca
Terra fusca (o Terra nera) è uno dei due terreni principali della regione mediterranea, l'altro essendo la terra rossa. La terra fusca si trova principalmente nelle aree boschive e ha il calcare come componente principale. Non è acida perché il calcare annulla qualsiasi acidità.
Essa è definita anche cambisol Cromi-calcareo.